# Загреј
Загреј (грч. Zagreus) — Првобитно древни бог природе, изједначен временом са богом вина Дионисом.

## Митологија
Према миту, Загреј је био син Зевса и Персефоне, а насупрот томе Дионис је син Зевса и тебанске краљице Семеле.
Када се Загреј родио, његов отац Зевс га је сакрио у пећину на острву Криту, бојећи се освете своје жене Хере. То је била иста она пећина где је и он био сакривен и у којој је одрастао. Ту, на острву је, на чување предао Загреја куретима, острвским горским демонима.
По Зевсовој замисли Загреј је требало да влада небом, али је Хера успела да наговори титане да Загреја убију и ишчупају му срце, али је богиња Атина успела да стигне на време, и док је срце још куцало да га однесе до Зевса.Зевс је, успео да оживи Загреја и да га пошаље у Хад, да дочекује душе умрлих и да помаже Хаду у поступку прочишћења. Најраније дело које повезује Загреја са подземним светом је стих из епа Алкамеонис, из 6. века п. н. е.:
„Господарица Земље (Геја), а Загреус највиши од свих богова.”
У овом стиху се мисли на највишег бога подземног света, не у целом пантеону богова.
Управо оживљавање Загреја је тренутак у коме се неки митови разликују и по којима је, Зевс, прогутао живо Загрејево срце и уградио га у новог сина кога је сјединио са Дионисем у Семели, па је остало само име Зеграј као додатак уз Диониса.

## Култ Загреја
Загрејев се култ проширио међу мистичним припадницима верских учења, „орфицима”, који су у његову смрт и поновно рођење тумачили као симбол новог и лепшег живота. И мада је култ Загреја трајао доста дуго, све до хеленског доба, аспекти култа су остали нејасни и веома тешко схватљиви.